# Izkoristek
Izkorístek je v fiziki in tehniki brezrazsežno razmerje med oddano (odvedeno) in vloženo (dovedeno)  energijo. Izraža se ga s številom, enakim ali manjšim od 1 ter večjim od 0, kar pomeni, da se ga lahko ponazori z odstotki. Energijske izgube predstavljajo razliko med vloženim in oddanim delom, izkoristek pa je njuno razmerje:
{\displaystyle \varepsilon ={\frac {W}{E}}\!\,,}
kjer je:
- {\displaystyle \varepsilon \!\,} – izkoristek
- {\displaystyle W\!\,} – oddano delo (odvedeno delo, koristno delo) [J]
- {\displaystyle E\!\,} – vloženo delo (vložena energija, dovedena energija) [J]

Pri toplotnih strojih se uporablja tudi termin termodinamični izkoristek. 
Izkoristek 1 (100 %) je nemogoč, saj bi kršil drugi zakon termodinamike, ki pravi, da se delo ne more v celoti prenesti iz enega telesa na drugega, ne da bi se pri tem spremenilo karkoli drugega v okolici.

## Zgledi izkoristkov pri pretvorbi energije
- dizelski motor: do 52 %
- bencinski (ottov) motor: do največ ~40 %, tipično približno 30 %
- plinska turbina: do 40 %
- plinska turbina in parna turbina skupaj (plinsko parna postrojenje): do 60 %
- vodna turbina: do 90 %
- vetrna turbina: do 59 % (Betzova meja)
- sončna celica: 6–40 % (najbolj pogosto: 15 %, teoretična meja: 85–90 %)
- gorivna celica: 40–85 %
- električni motor: 70–99,99 % (> 200 W); 50–90 % (10–200 W); 30–60 % (< 10 W)
- strelno orožje: ~30 %
- mišica: 14–27 %
- fotosinteza: do 6 %, tipično manj

Električni motorji imajo bistveno večji izkoristek kot toplotni stroji.